# Procordulia jacksoniensis
Procordulia jacksoniensis – gatunek ważki z rodziny szklarkowatych (Corduliidae).